# Otto Eerelman
 (juillet 2025).
Otto Eerelman, né le 23 mars 1839 à Groningue où il meurt le 3 octobre 1926 , est un peintre, graveur et lithographe néerlandais.
Il est célèbre pour avoir réalisé de nombreuses peintures équestres ainsi que certaines de chiens. Il a aussi été engagé à plusieurs reprises pour réaliser les portraits de la reine Wilhelmine et de la famille royale néerlandaise lors d'événements officiels.